# Lukas Müllauer
Lukas Müllauer (née le 3 juillet 1997, est un skieur acrobatique autrichien.

## Palmarès

### Championnats du monde
- Championnats du monde 2023 : 
  -  Médaille d'argent en big air.

### Coupe du monde
- 2 podiums dont 1 victoire.

| Saison / Épreuve | Big air |
| ---------------- | ------- |
| 2018-2019        | Québec  |